# 1967年の日本公開映画
- 映画 > 映画の一覧 > 年度別日本公開映画 > 1967年の日本公開映画
- 映画 > 1967年の映画 > 1967年の日本公開映画

1967年の日本公開映画（1967ねんのにほんこうかいえいが）では、1967年（昭和42年）1月1日から同年12月31日までに日本で商業公開された映画の一覧を記載。作品名の右の丸括弧内は製作国を示す。
記載の凡例については年度別日本公開映画#凡例を参照

## 作品一覧

### 1月
- 1日
  - 社長千一夜 （ 日本）
  - レッツゴー!若大将 （ 日本）
- 3日
  - 座頭市鉄火旅 （ 日本）
  - 陸軍中野学校 竜三号指令 （ 日本）
- 8日
  - 秩父水滸伝 影を斬る剣 （ 日本）
- 14日
  - 喜劇 駅前満貫 （ 日本）
  - クレージーだよ天下無敵 （ 日本）
  - 不死身なあいつ （ 日本）
  - ミネソタ無頼 （ イタリア /  フランス /  スペイン）
  - 夢は夜ひらく （ 日本）
- 21日
  - サイレンサー/殺人部隊 （ アメリカ合衆国）
  - 重戦車総攻撃 （ アメリカ合衆国）
- 22日
  - 真昼の用心棒 （ イタリア）
- 28日
  - 日本侠客伝 白刃の盃 （ 日本）
  - 博奕打ち （ 日本）

### 2月
- 4日
  - 恐怖の蝋人形 （ アメリカ合衆国）
  - 拳銃は俺のパスポート （ 日本）
  - 殺人狂時代 （ 日本）
  - 新・男の紋章 若親分誕生 （ 日本）
- 11日
  - 国際秘密警察 絶体絶命 （ 日本）
  - 伯爵夫人 （ イギリス /  アメリカ合衆国）
  - 落語野郎 大爆笑 （ 日本）
  - ラーメン大使 （ 日本）
- 17日
  - 若親分を消せ （ 日本）
- 22日
  - 獲物の分け前 （ フランス /  イタリア）
- 23日
  - 雌が雄を喰い殺す かまきり （ 日本）
- 24日
  - 組織暴力 （ 日本）
  - 懲役十八年 （ 日本）
- 25日
  - アルジェの戦い （ イタリア /  アルジェリア）
  - 伊豆の踊子 （ 日本）
  - さらばベルリンの灯 （ イギリス）
  - 東京博徒 （ 日本）
  - 兵隊やくざ 俺にまかせろ （ 日本）

### 3月
- 4日
  - おれの女に手を出すな （ アメリカ合衆国）
  - ザ・スパイ （ フランス /  西ドイツ）
- 11日
  - バージニア・ウルフなんかこわくない （ アメリカ合衆国）
- 12日
  - 続・何処へ （ 日本）
  - 幕末てなもんや大騒動 （ 日本）
- 15日
  - 大怪獣空中戦 ガメラ対ギャオス （ 日本）
- 18日
  - 現金作戦（ アメリカ合衆国）
- 19日
  - サイボーグ009 怪獣戦争 （ 日本）
  - 少年ジャックと魔法使い （ 日本）
  - たぬきさん大当り （ 日本）
- 21日
  - タヒチの男 （ フランス /  イタリア）
- 25日
  - 宇宙大怪獣ギララ （ 日本）
  - 銀の長靴 （ 日本）
  - 帰って来たガンマン （ イタリア /  スペイン）

### 4月
- 1日
  - 解散式 （ 日本）
  - 続 浪曲子守唄 （ 日本）
- 8日
  - 続・荒野の七人 （ アメリカ合衆国）
- 9日
  - 命しらずのあいつ （ 日本）
- 14日
  - トブルク戦線 （ アメリカ合衆国）
- 15日
  - 喜劇 駅前学園 （ 日本）
  - 古都憂愁 姉いもうと （ 日本）
  - 妻二人 （ 日本）
  - 落語野郎 大泥棒 （ 日本）
- 19日
  - 黄金無頼 （ イタリア /  スペイン)
- 22日
  - 大巨獣ガッパ （ 日本）
  - 電撃フリント・アタック作戦 （ アメリカ合衆国）
- 28日
  - トリプルクロス （ イギリス /  フランス /  西ドイツ /  アメリカ合衆国)
- 29日
  - 愛の讃歌 （ 日本）
  - ある殺し屋 （ 日本）
  - クレージー黄金作戦 （ 日本）
  - 春日和 （ 日本）
  - にせ刑事 （ 日本）

### 5月
- 3日
  - 侠客道 （ 日本）
  - 博奕打ち 一匹竜 （ 日本）
- 13日
  - キッスは殺しのサイン （ イギリス）
  - さそり （ 日本）
  - 情炎 （ 日本）
- 18日
  - 冒険者たち （ フランス）
- 20日
  - ガンマン無頼 （ イタリア /  スペイン）
- 27日
  - 将軍たちの夜 （ アメリカ合衆国）

### 6月
- 3日
  - あゝ同期の桜 （ 日本）
  - 喜劇急行列車 （ 日本）
  - 上意討ち 拝領妻始末 （ 日本）
  - 続・社長千一夜 （ 日本）
  - 欲望 （ イギリス /  イタリア /  アメリカ合衆国）
- 10日
  - 砂糖菓子が壊れるとき （ 日本
  - 続・荒野の1ドル銀貨 （ イタリア /  スペイン）
  - ひき裂かれた盛装 （ 日本
  - ホテル （ アメリカ合衆国）
- 17日
  - 悪名一代 （ 日本
  - 007は二度死ぬ （ イギリス /  アメリカ合衆国）
  - 二匹の流れ星（ イタリア)
  - 陸軍中野学校 密命 （ 日本
- 23日
  - おしゃれスパイ危機連発 （ アメリカ合衆国）
- 24日
  - ひめごと （ 日本）
- 28日
  - 関東も広うござんす （ 日本）
  - 爆弾男といわれるあいつ （ 日本）
- 29日
  - 続・組織暴力 （ 日本）
  - 北海遊侠伝 （ 日本）
- 30日
  - 聖バレンタインの虐殺/マシンガン・シティ （ アメリカ合衆国）

### 7月
- 1日
  - その人は昔 （ 日本）
  - 夏の夜の10時30分 （ アメリカ合衆国）
  - 南太平洋の若大将 （ 日本）
  - わが命つきるとも （ イギリス /  アメリカ合衆国）
- 7日
  - 気狂いピエロ （ フランス）
- 8日
  - 昭和残侠伝 血染の唐獅子 （ 日本）
- 15日
  - いつも2人で （ アメリカ合衆国 /  イギリス ※資料により異なる）[1]
  - 女賭博師 （ 日本）
  - サンダーバード 劇場版 ( イギリス)
  - 地上最大の脱出作戦 （ アメリカ合衆国）
  - 眠狂四郎無頼控 魔性の肌 （ 日本）
- 22日
  - キングコングの逆襲 （ 日本 /  アメリカ合衆国）
  - GO!GO!GO!/ゴー!ゴー!ゴー! （ アメリカ合衆国）
  - 長篇怪獣映画ウルトラマン （ 日本）
  - 情無用のジャンゴ （ イタリア）
- 29日
  - フランケンシュタイン 死美人の復讐 （ イギリス）

### 8月
- 1日
  - 七人の野獣 （ 日本）
  - 反逆 （ 日本）
- 4日
  - シャム猫FBI/ニャンタッチャブル （ アメリカ合衆国）
- 5日
  - 戦う幌馬車 （ アメリカ合衆国）
- 8日
  - ロシュフォールの恋人たち （ フランス）
- 12日
  - 喜劇 東京の田舎っぺ （ 日本）
  - 座頭市牢破り （ 日本）
  - 日本のいちばん長い日 （ 日本）
  - 若親分兇状旅 （ 日本）
  - 波止場の鷹  （ 日本）
- 26日
  - さすらいのガンマン （ イタリア /  スペイン）

### 9月
- 2日
  - 喜劇 駅前探検 （ 日本）
  - てなもんや幽霊道中 （ 日本）
- 6日
  - 対決 （ 日本）
  - みな殺しの拳銃 （ 日本）
- 8日
  - 大魔境突破 （ アメリカ合衆国）
- 14日
  - 喜劇 大風呂敷 （ 日本）
  - 錆びたペンダント （ 日本）
- 15日
  - 海のGメン 太平洋の用心棒 （ 日本）
  - 颱風とざくろ （ 日本）
  - でっかい太陽 （ 日本）
  - 日本侠客伝 斬り込み （ 日本）
  - 兵隊やくざ 殴り込み （ 日本）
  - 柳ヶ瀬ブルース （ 日本）
- 16日
  - 太陽のならず者 （ フランス /  イタリア）
- 23日
  - 斜陽のおもかげ （ 日本）
- 30日
  - 女賭場荒し （ 日本）
  - 育ちざかり （ 日本）
  - 毒薬の匂う女 （ 日本）
  - なつかしき笛や太鼓 （ 日本）

### 10月
- 3日
  - 荒野のダッチワイフ （ 日本）
- 4日
  - 戦艦ポチョムキン （ ソビエト連邦）
- 6日
  - 特攻大作戦 （ イギリス /  アメリカ合衆国）
- 7日
  - 紅の流れ星 （ 日本）
  - 東京ナイト （ 日本）
  - 努力しないで出世する方法 （ アメリカ合衆国）
- 10日
  - 墓石と決闘 （ アメリカ合衆国）
- 14日
  - 太陽の中の対決 （ アメリカ合衆国）
- 18日
  - 青春太郎 （ 日本）
  - 東京ユニバーシヤード （ 日本）
  - 爆笑野郎 大事件 （ 日本）
- 21日
  - 仮面/ペルソナ （ スウェーデン）
  - 七人の野獣 血の宣言 （ 日本）
  - 爆破3秒前 （ 日本）
- 22日
  - ナポリと女と泥棒たち （ イタリア /  フランス /  西ドイツ）
- 25日
  - 夜の大捜査線 （ アメリカ合衆国）
- 28日
  - クレージーの怪盗ジバコ （ 日本）
  - ドリフターズですよ!前進前進また前進 （ 日本）

### 11月
- 3日
  - 赤木圭一郎は生きている 激流に生きる男 （ 日本）
  - 奇襲戦隊 （ フランス /  イタリア）
  - 君は恋人 （ 日本）
  - 三人の女性への招待状 （ アメリカ合衆国）
- 11日
  - 天使の詩 （ イタリア）
- 14日
  - 大いなる砲火 （ アメリカ合衆国）
- 15日
  - 三匹の女賭博師 （ 日本）
  - やくざ坊主 （ 日本）
- 18日
  - 喜劇 駅前百年 （ 日本）
  - 血斗 （ 日本）
  - 東京市街戦 （ 日本）
  - 夕陽よ急げ （ アメリカ合衆国）
  - 乱れ雲 （ 日本）
- 23日
  - 戦争と平和　総集編 （ ソビエト連邦）
- 25日
  - 華やかな魔女たち （ イタリア /  フランス）

### 12月
- 1日
  - 河内遊侠伝 （ 日本）
- 2日
  - ある殺し屋の鍵 （ 日本）
  - 残侠の盃 （ 日本）
  - 城の生活 （ フランス）
- 6日
  - 燃えろ!太陽 （ 日本）
- 8日
  - 砦のガンベルト （ アメリカ合衆国）
- 9日
  - 愛は惜しみなく （ 日本）
  - 関東刑務所帰り （ 日本）
- 10日
  - サンタモニカの週末 （ アメリカ合衆国）
- 15日
  - 下り階段をのぼれ （ アメリカ合衆国）
- 16日
  - 怪獣島の決戦　ゴジラの息子 （ 日本）
  - 君に幸福を センチメンタル・ボーイ （ 日本）
  - 007 カジノロワイヤル （ イギリス /  アメリカ合衆国）
  - まぼろしの市街戦 （ フランス /  イタリア）
- 20日
  - 華氏451 （ イギリス）
- 22日
  - 一家8人逃亡す （ アメリカ合衆国）
- 23日
  - パリの大泥棒 （ フランス）
- 24日
  - 皆殺しのバラード （ フランス /  西ドイツ /  イタリア）
- 28日
  - 禁じられた情事の森 （ アメリカ合衆国）
- 29日
  - 女狐 （ カナダ /  アメリカ合衆国）
- 30日
  - 座頭市血煙り街道 （ 日本）
  - 続・夕陽のガンマン （ イタリア /  スペイン /  西ドイツ /  アメリカ合衆国）
  - 若親分千両肌 （ 日本）
- 31日
  - ゴー!ゴー!若大将 （ 日本）
  - 日本一の男の中の男 （ 日本）